# Vriesea platynema
Vriesea platynema là một loài thuộc chi Vriesea. Đây là loài bản địa của Bolivia, Brasil và Venezuela.

## Hình ảnh

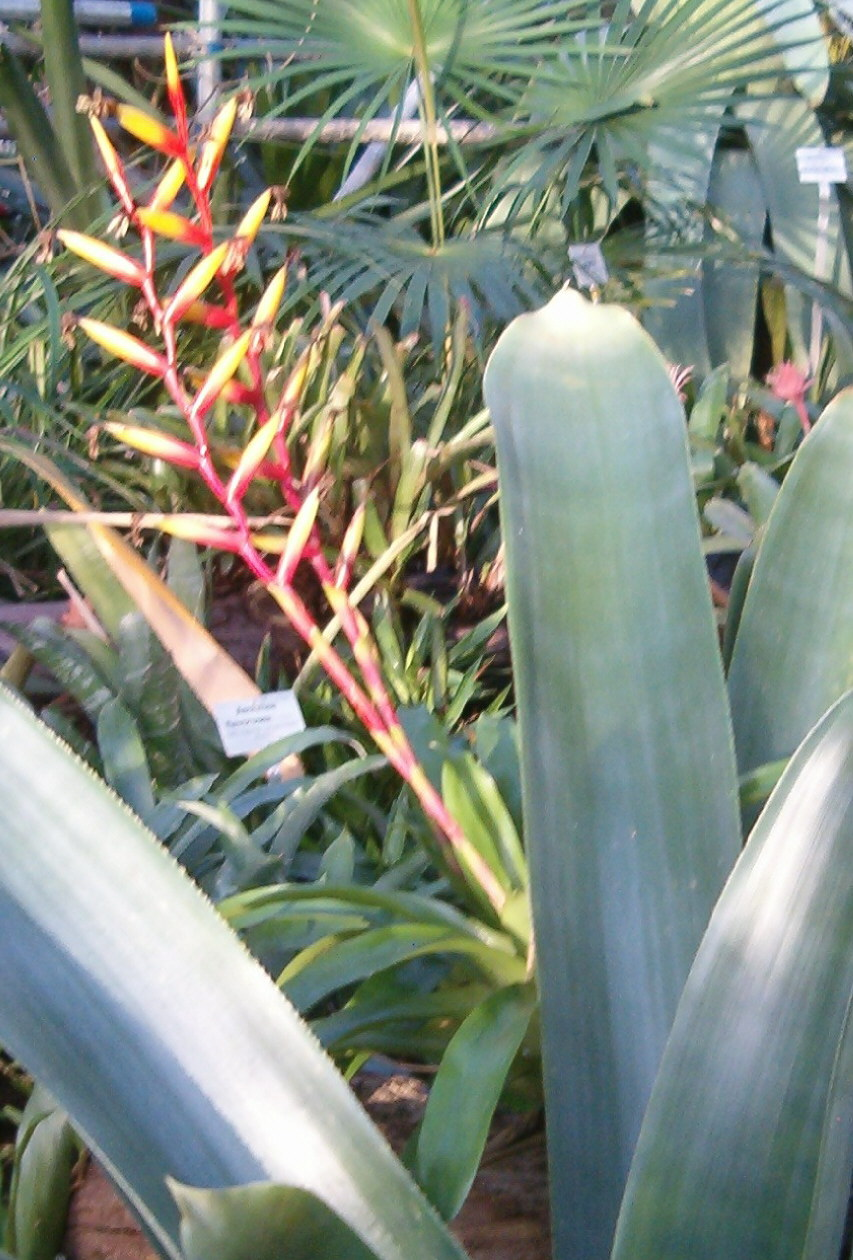
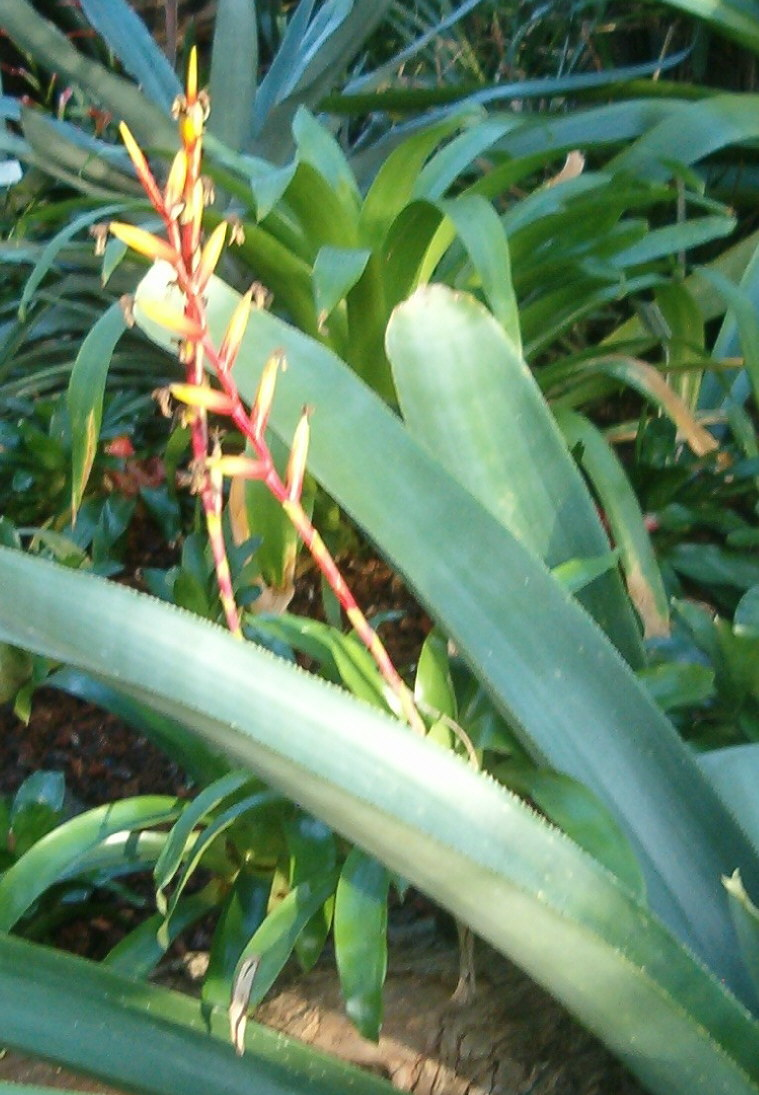
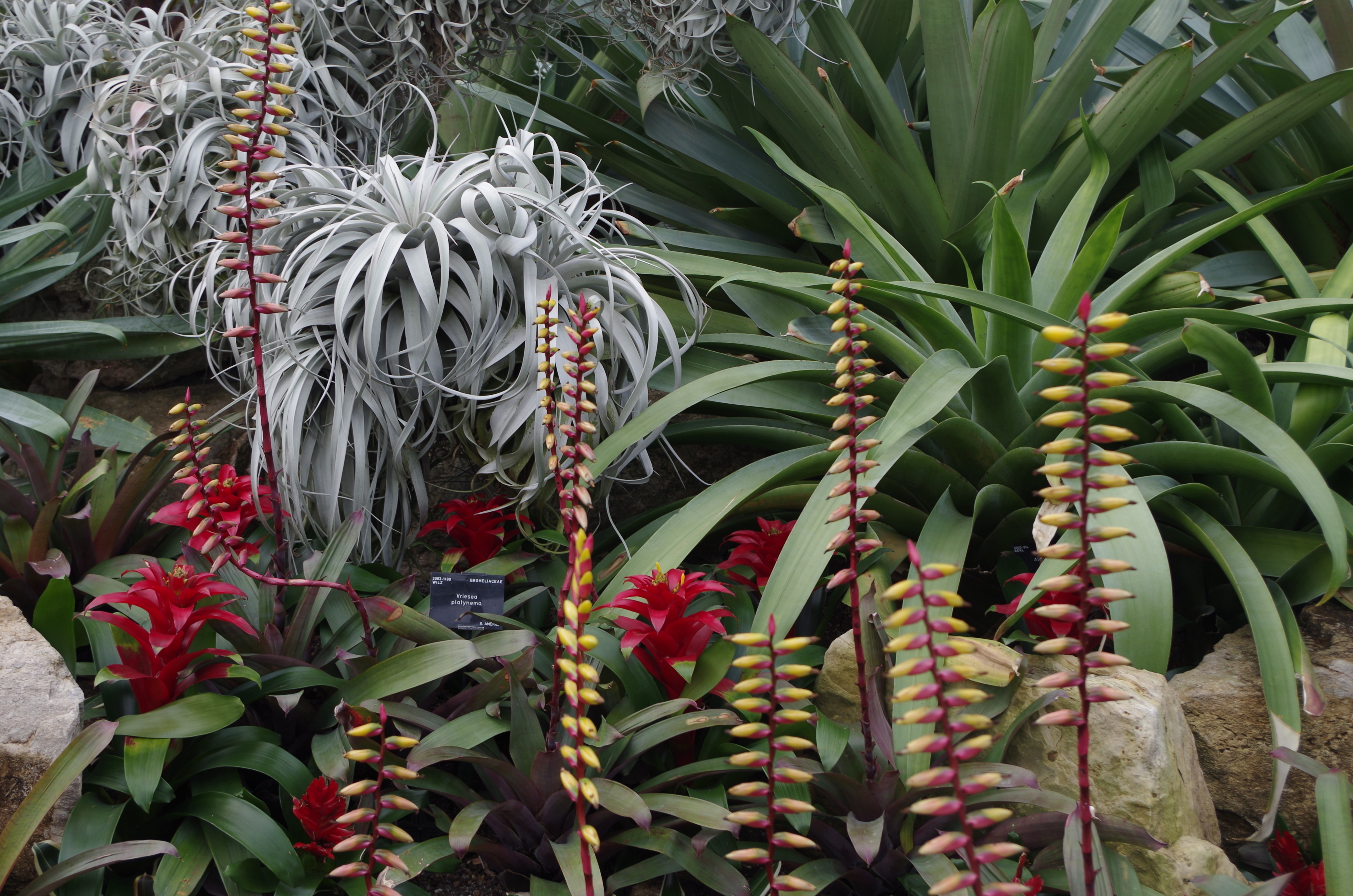

## Giống
- Vriesea 'Cadbury'
- Vriesea 'Charles W.'
- Vriesea 'Filagree'
- Vriesea 'Golden Plaits'
- Vriesea 'Griesseniana'
- Vriesea 'Karamea Granada'
- Vriesea 'RoRo'